# أمين شياخة
أمين شياخة هو لاعب كرة قدم محترف جزائري شاب يبلغ من العمر 19 عامًا، ولد في 12 مارس 2006 في كوبنهاجن، الدنمارك. يلعب حاليًا في مركز الهجوم مع نادي كوبنهاجن الدنماركي، كما أنه لاعب في المنتخب الوطني الجزائري.
انجازاته جماعية:
2024_2025 دوري دنماركي 1

## مسيرته الكروية
بدأ شياخة مسيرته الكروية في الفئات السنية لناديي سوندبي بولدكلوب ثم انضم إلى أكاديمية نادي كوبنهاجن في عام 2017، برز اسم أمين شياخة بقوة خلال مشاركته في دوري أبطال أوروبا للشباب في موسم 2023-2024، حيث تصدر قائمة الهدافين برصيد 7 أهداف.
في يوليو 2024، تم تصعيد شياخة إلى الفريق الأول لنادي كوبنهاجن، وسرعان ما سجل أول هدفين احترافيين له في مباراة بدوري المؤتمر الأوروبي في نوفمبر 2024.

## المسيرة الدولية
على الصعيد الدولي، كان شياخة مؤهلاً لتمثيل كل من الدنمارك والجزائر. بعد تمثيل منتخبات الدنمارك للشباب، اتخذ قرارًا بتمثيل المنتخب الجزائري الأول، وشارك في أول مباراة رسمية له مع "الخضر" في نوفمبر 2024 ضد منتخب غينيا الاستوائية في إطار الجولة الخامسة من تصفيات كأس الأمم الأفريقية 2025. انتهت المباراة بالتعادل السلبي (0-0)، ودخل أمين شياخة كبديل في الدقائق الأخيرة من اللقاء.